# 131-й окремий батальйон територіальної оборони
131-й окремий батальйон територіальної оборони (131 об ТрО) — кадроване формування у складі Сил територіальної оборони України, створене з добровольців Святошинського району міста Київ. Батальйон перебуває у складі 112-ої окремої бригади територіальної оборони.

## Історія
С початком повномасштабного вторгнення батальйон брав участь в обороні міста Київ від російських загарбників.
Після вигнання окупантів з Київської області батальйон було передислоковано на схід України[неавторитетне джерело].
В червні 2022 року в мережу потрапило відео з кадрами бою в селищі Комишуваха, в районі Попасної Луганської області, на ньому боєць 131-го батальйону ТрО ЗСУ Сергій Сосюра підриває танк гранатою, закинувши її в люк, «Це наша територіальна оборона. Сергій Сосюра, боєць 131-го батальйону ТрО героїчно знешкоджує російський танк, застрибнувши на нього та закинувши в середину гранату. Таке нечасто побачиш», — ідеться в підписі.

## Структура
- управління
- від 4 до 6 рот (включаючи стрілецькі, але не обмежуючись)
- рота забезпечення
- інформаційно-телекомунікаційний вузол
- медичний пункт
- інші підрозділи

## Оснащення
2 березня 2023 131 батальйон ТрО Києва отримав антидронову-рушницю від читачів сайту Корреспондент.net.